# S. R. Ranganathan
Shiyali Ramamrita Ranganathan  (n. 9 august 1892, Sirkazhi⁠(d), India Britanică, India – d. 27 septembrie 1972, Bengaluru, Karnataka, India) a fost un bibliotecar și matematician din India. Cele mai importante contribuții ale sale în domeniu au fost cele cinci legi ale biblioteconomiei și dezvoltarea primului sistem major de clasificare cu fațete, sistemul de clasificare colon (Clasificarea lui Ranganathan). Este considerat a fi părintele biblioteconomiei, documentației și științei informației în India și este recunoscut la nivel mondial pentru gândirea sa fundamentală în domeniu. Ziua lui de naștere este sărbătorită în fiecare an în India ca Ziua Națională a Bibliotecarului.
A fost bibliotecar universitar și profesor de biblioteconomie la Universitatea Hindu Banaras (1945-1947) și profesor de biblioteconomie la Universitatea din Delhi (1947-1955). Ultima funcție deținută a fost de director al primei școli indiene de biblioteconomie acreditată să acorde diplomă de studii superioare. A fost președinte al Asociației Bibliotecii Indiene din 1944 până în 1953. În 1957 a fost ales membru de onoare al Federației Internaționale pentru Informare și Documentare (FID) și a fost numit vicepreședinte pe viață al Asociației Bibliotecilor din Marea Britanie.

## Educație
Ranganathan s-a născut pe 9 august 1892 în Siyali, Thanjavur, Tamil Nadu, într-o familie de brahmani hinduși ortodocși. Data nașterii sale este, de asemenea, considerată a fi 12 august 1892, dar el însuși a consemnat data de 9 august 1892 în cartea sa, Cele cinci legi ale biblioteconomiei.
Ranganathan și-a început viața profesională ca matematician; a obținut diplome de licență și master în matematică la Madras Christian College în provincia natală, apoi a obținut o licență de predare. Scopul lui a fost să predea matematică, fiind succesiv membru al facultăților de matematică ale universităților din Mangalore, Coimbatore și Madras. Ca profesor de matematică, a publicat mai ales lucrări despre istoria matematicii. Cariera sa de profesor a fost oarecum împiedicată de bâlbâială (dificultate pe care a depășit-o treptat în viața profesională). În 1957 Guvernul Indiei i-a acordat premiul Padmashri Doctorului S.R. Ranganathan pentru contribuțiile valoroase aduse biblioteconomiei.

## Debut profesional
În 1923, Universitatea din Madras a creat postul de bibliotecar universitar pentru a restaura colecția lor defectuos organizată. Dintre cei 900 de candidați pentru acest post, niciunul nu avea studii absolvite în biblioteconomie, iar lucrările lui Ranganathan au corespuns cerinței impuse de comitetul de selecție privind experiența candidatului în domeniul cercetării. Singurele sale cunoștințe despre biblioteconomie proveneau dintr-un articol din Encyclopædia Britannica pe care îl citise cu câteva zile înainte de interviu. Ranganathan a avut unele rețineri privind acest post (când a fost chemat pentru a susține proba de interviu deja uitase că depusese cerere). Spre propria-i surprindere, a primit postul și a început activitatea în ianuarie 1924.
La început, Ranganathan a considerat de nesuportat singurătatea impusă de postul de biliotecar. După câteva săptămâni, plângându-se de o plictiseală groaznică, a revenit la administrația universității și a cerut să i se redea fostul post de profesor. Atunci s-a ajuns la o înțelegere: Ranganathan urma să călătorească la Londra pentru a studia practicile occidentale contemporane în biblioteconomie, iar dacă la întoarcere ar fi respins în continuare cariera de bibliotecar, atunci lectoratul de matematică i-ar fi aparținut din nou.
Ranganathan a călătorit la University College London, unde se desfășura la acea vreme singurul program de studii superioare în biblioteconomie din Marea Britanie. La University College, el a obținut note doar puțin peste medie, dar geniul său matematic a intuit problema clasificării, o materie predată de obicei prin memorare în programele de bibliotecă ale vremii. Străin fiind, s-a concentrat pe ceea ce el a considerat defecte ale clasificării zecimale populare și a început să exploreze noi posibilități pe cont propriu.
Tot el a conceput și Recunoașterea Duplicării, potrivit căreia orice sistem de clasificare a informațiilor implică obligatoriu cel puțin două clasificări diferite pentru orice subiect dat. El a demonstrat acest lucru în mod anecdotic folosind Clasificarea Decimală Dewey (CDD): a luat mai multe cărți și a arătat cum fiecare ar putea fi clasificată cu două numere rezultate CDD total diferite. De exemplu, o carte despre „războiul în India” ar putea fi clasificată în categoriile „război” sau „India”. Chiar și o carte generală despre război ar putea fi clasificată în „război”, „istorie”, „organizare socială”, „eseuri indiene” sau multe alte titluri, în funcție de punctul de vedere, nevoile și prejudecățile clasificatorului. Pentru Ranganathan, un sistem structurat, pas cu pas, care să recunoască fiecare fațetă a subiectului lucrării era net preferabil anarhiei și „lenei intelectuale” (cum a numit-o el) a CDD. Având în vedere tehnologia deficitară pentru regăsirea informațiilor disponibilă la acel moment, implementarea acestui concept a reprezentat un pas extraordinar pentru știința regăsirii informațiilor.
A început să elaboreze sistemul care în cele din urmă avea să devină sistemul de clasificare colon în timp ce se afla în Anglia și l-a perfecționat pe drumul spre casă, ajungând chiar să reorganizeze biblioteca navei la bordul căreia a călătorit înapoi spre India. Ideea acestui sistem s-a născut când a văzut un set de construcție Meccano într-un magazin de jucării din Londra. Ranganathan s-a întors în țara sa pasionat de biblioteci și biblioteconomie, conștient de importanța lor pentru națiunea indiană. Sistemul rămâne util chiar și în vremurile moderne. Revenit la Universitatea din Madras, a deținut aici funcția de bibliotecar universitar timp de douăzeci de ani. În acea perioadă, a contribuit la înființarea Asociației Bibliotecilor din Madras și a promovat activ înființarea de biblioteci publice gratuite în toată India, precum și crearea unei biblioteci naționale cuprinzătoare.
Ranganathan a fost considerat de mulți ca fiind dependent de muncă. De-a lungul celor două decenii petrecute în Madras, a lucrat în mod constant 13 ore pe zi, șapte zile pe săptămână, fără a-și lua concediu niciodată. Deși în noiembrie 1928 s-a căsătorit, a doua zi după nuntă s-a și întors la muncă. Câțiva ani mai târziu, el și soția sa, Sarada, au avut un fiu. Cuplul a rămas căsătorit până la moartea lui Ranganathan.
Primii câțiva ani ai mandatului lui Ranganathan la Madras au reprezentat ani de deliberare și analiză, timp în care a abordat problemele administrării și clasificării bibliotecilor. Este perioada în care a realizat cele mai semnificative lucrări ale sale: cele cinci legi ale biblioteconomiei (1931) și sistemul de clasificare colon (1933).
Cât despre climatul politic din acea vreme, Ranganathan și-a ocupat funcția la Universitatea din Madras în 1924. Gandhi, care fusese întemnițat în 1922, a fost eliberat în perioada în care Ranganathan își ocupase postul. Ranganathan a încercat să instituie schimbări majore în sistemul bibliotecilor și să scrie despre lucruri precum accesul deschis și educația pentru toți, care în esență aveau potențialul de a încuraja implicarea maselor și discursul civil (și totodată nesupunerea). Deși nu există nicio dovadă că Ranganathan ar fi acționat vreodată din motive politice, modificările sale în sistemul bibliotecii au avut drept rezultat educarea mai multor oameni, punerea informațiilor la dispoziția tuturor și chiar ajutarea femeilor și minorităților în procesul de căutare a informațiilor.
Criza din Irlanda de Nord apare menționată metaforic într-o carte a lui S.R. Ranganathan: „a face un Ulster din ... legea parcimoniei”, criticând efectele dăunătoare ale bugetului scăzut asupra bunei funcționări a unei biblioteci.

## Carieră

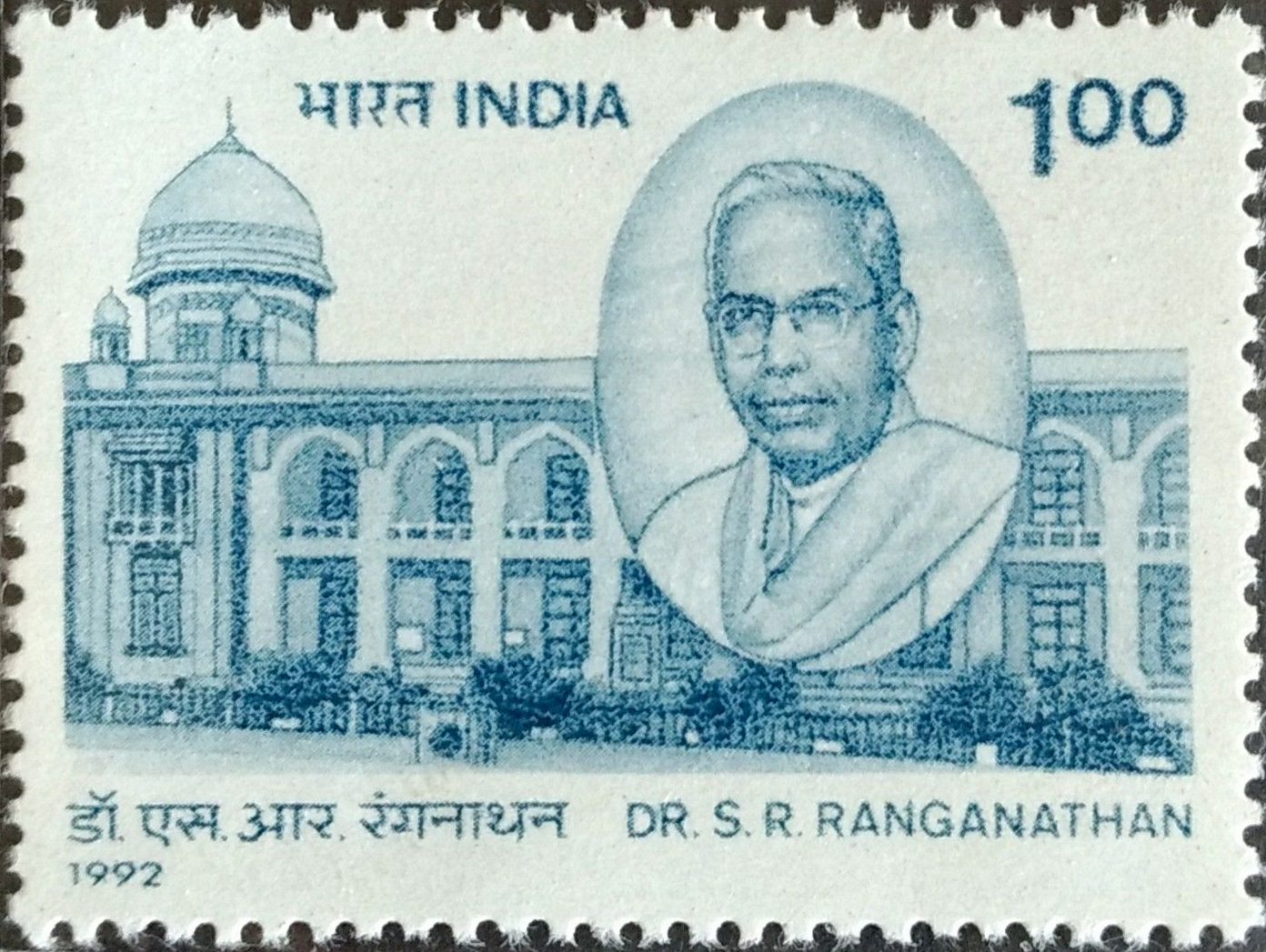
Ranganathan pe un timbru din 1992 din India

După douăzeci de ani în funcția de bibliotecar la Madras, post pe care intenționase să îl păstreze până la pensionare, Ranganathan a renunțat la acastă funcție, în urma intensificătii conflictelor cu noul prorector universitar. La 54 de ani și-a depus demisia și, după o scurtă perioadă de depresie, a acceptat un post de profesor în biblioteconomie la Universitatea Hindu Banaras din Varanasi, ultima sa funcție academică oficială, în august 1945. Acolo a catalogat colecția universității; când a plecat patru ani mai târziu, deja clasificase personal peste 100.000 de unități de bibliotecă.
Ranganathan a condus Asociația Bibliotecilor Indiene din 1944 până în 1953, dar nu a fost niciodată un administrator docil și a plecat pe fondul controverselor declanșate când Biblioteca Publică din Delhi a ales să folosească sistemul de clasificare zecimală Dewey în locul propriei clasificări de colon. A deținut un post de profesor onorific la Universitatea Delhi din 1949 până în 1955, unde a contribuit la realizarea programelor de biblioteconomie ale instituției împreună cu S. Dasgupta, un fost student al său. În timp ce se afla la Delhi, Ranganathan a elaborat un plan cuprinzător pe 30 de ani privind dezvoltarea unui sistem avansat de bibliotecă pentru întreaga Indie. În 1951, Ranganathan a lansat un album la Folkways Records intitulat Readings from the Ramayana: In Sanskrit Bhagavad Gita.
Ranganathan s-a mutat la Zurich, Elveția, din 1955 până în 1957, când fiul lui s-a căsătorit cu o femeie europeană; relația neortodoxă nu i-a plăcut lui Ranganathan, deși timpul petrecut la Zurich i-a permis să-și extindă contactele în cadrul comunității bibliotecilor europene, unde a câștigat un număr semnificativ de adepți. Cu toate acestea, s-a întors curând în India, stabilindu-se în orașul Bangalore, unde și-a petrecut tot restul vieții. Pe când se afla la Zurich, a instituit un post de profesor la Universitatea Madras în onoarea soției sale de treizeci de ani, în esență un gest ironic de răzbunare pentru anii în care fusese persecutat de administrația acelei universități.
Ultima realizare majoră a lui Ranganathan a fost înființarea Centrului de Cercetare și Formare în Documentare ca departament și centru de cercetare în cadrul Institutului Indian de Statistică din Bangalore în 1962, unde a fost director onorific timp de cinci ani. În 1965, guvernul indian l-a onorat pentru contribuțiile sale în domeniu, acordându-i titlul select de „Profesor de cercetare națională”.
În ultimii ani de viață, Ranganathan a avut probleme de sănătate și a fost țintuit la pat. Pe 27 septembrie 1972 a decedat în urma complicațiilor cauzate de bronșită.
La centenarul nașterii sale din 1992, în onoarea lui au fost publicate mai multe volume biografice și colecții de eseuri despre influența operelor sale. Autobiografia lui Ranganathan, publicată în serie în timpul vieții sale, se intitulează A Librarian Looks Back.

## Influență și moștenire
Ranganathan și-a dedicat cartea The Five Laws of Library Science tutorelui său de matematică de la Madras Christian College, Edward Burns Ross. Ziua sa de naștere, 12 august, a fost declarată Ziua Națională a Bibliotecarilor din India.